# 13843 Cowenbrown
13843 Cowenbrown è un asteroide della fascia principale. Scoperto nel 1999, presenta un'orbita caratterizzata da un semiasse maggiore pari a 2,2229773 UA e da un'eccentricità di 0,0643458, inclinata di 1,38218° rispetto all'eclittica.